# United Biscuits
United Biscuits ("UB") är ett brittiskt multinationellt företag inom livsmedelsbranschen. Företaget tillverkar bland annat BN biscuits, McVitie's biscuits, KP Nuts, Hula Hoops, The Real McCoy's crisps, Phileas Fogg snacks, Jacob's Cream Crackers och Twiglets. Företaget listades på London Stock Exchange, men i december 2006 köptes det upp av Blackstone Group och PAI Partners. Företagets huvudkontor finns i Hayes, Middlesex.

## Historik
United Biscuits grundades 1948 genom en sammanslagning av McVitie & Price och MacFarlane Lang.